# Montmagny (ancienne circonscription fédérale)
Pour les articles homonymes, voir Montmagny.
Montmagny fut une circonscription électorale fédérale de Chaudière-Appalaches au Québec, représentée de 1867 à 1935.
C'est l'Acte de l'Amérique du Nord britannique de 1867 qui créa ce qui fut appelé le district électoral de Montmagny. Abolie en 1933, la circonscription fut redistribuée parmi Bellechasse et Montmagny—L'Islet.

## Géographie
En 1867, la circonscription de Montmagny comprenait:
- Le comté de Montmagny

En 1924, l'Île-aux-Grues fut jointe à la circonscription

## Députés
1. 1867-1872 — Joseph-Octave Beaubien, Conservateur
2. 1872-1878 — Henri-Thomas Taschereau, Libéral
3. 1878-1887 — Auguste-C. Landry, Conservateur
4. 1887-1898 — Philippe-Auguste Choquette, Libéral
5. 1898¹-1904 — Pierre-Raymond-Léonard Martineau, Libéral
6. 1904-1908 — Armand Lavergne, Libéral
7. 1908-1911 — Cyrias Roy, Libéral
8. 1911-1917 — David Ovide L'Espérance, Conservateur
9. 1917-1925 — Aimé-Miville Déchêne, Libéral
10. 1925-1930 — Léo-Kemner Laflamme, Libéral
11. 1930-1935 — Armand Lavergne, Conservateur (2)

¹ = Élection partielle